# Joyce Reynolds
Pour les articles homonymes, voir Reynolds.
Joyce Reynolds (née le 18 décembre 1918 et morte le 11 septembre 2022 à Cambridge) est une historienne britannique spécialiste d'épigraphie romaine.
Elle est professeure honoraire au Newnham College de l'université de Cambridge. Elle a travaillé essentiellement sur la cité d'Aphrodisias.

## Publications (sélection)
- (en) Inscriptions of Roman Cyrenaica, J. M. Reynolds, C. M. Roueché, Gabriel Bodard (2020).  (ISBN 978-1-912466-22-1).
- (en) Inscriptions of Roman Tripolitania, J. M. Reynolds et J. B. Ward-Perkins (2009).  (ISBN 978-1-897747-23-0).
- (en) Joyce Reynolds, Charlotte Roueché, Gabriel Bodard, Inscriptions of Aphrodisias (2007).  (ISBN 978-1-897747-19-3).
- (en) J. Reynolds, J. B. Ward-Perkins, Christian monuments of Cyrenaica (2003).  (ISBN 9781900971010)
- (en) Mary M McKenzie, Joyce Reynolds, Images of authority : papers presented to Joyce Reynolds on the occasion of her seventieth birthday  (ISBN 9780906014158)
- (en) Joyce Maire Reynolds, Robert Tannenbaum, Jews and God-fearers at Aphrodisias : Greek inscriptions with commentary : texts from the excavations at Aphrodisias conducted by Kenan T. Erim (1987)  (ISBN 9780906014080)
- (en) Joyce Maire Reynolds, The inscriptions of Roman Tripolitania (1950)